# باشگاه فوتبال وست آوکلند تاون
باشگاه فوتبال وست آوکلند تاون یک باشگاه (به انگلیسی: West Auckland Town F.C.) فوتبال در وست آوکلند، نزدیک بیشاپ آوکلند در کانتی دورهام، انگلستان است که در لیگ شمالی، در رده نهم نظام لیگ‌های فوتبال انگلیس، رقابت می‌کند. این باشگاه بیشتر به خاطر ۲ بار قهرمانی در جام سیر توماس لیپتون، که یکی از اولین مسابقات بین‌المللی فوتبال جهان به شمار می‌رود، مشهور است.

## حضور در جام سیر توماس لیپتون
این جام توسط تاجر و علاقه‌مند به ورزش، توماس لیپتون آغاز شد که آرزو داشت رقابتی بین باشگاه‌های فوتبال پیشرو اروپا را ببیند. اتحادیه‌های فوتبال ایتالیا، آلمان و سوئیس به درستی از این امر پیروی کردند، اما اتحادیه فوتبال انگلیس از معرفی یک باشگاه خودداری کرد. وست آوکلند، یک تیم غیر آماتور از معدنچیان زغال‌سنگ از لیگ شمالی، وارد این رقابت‌ها شد، اگرچه هرگز کاملاً مشخص نبود که چرا.
یک توضیح قابل قبول برای ورود وست آوکلند این بود که یکی از کارمندان توماس لیپتون در لیگ شمالی تماس‌هایی داشت و از یک تیم درخواست می‌کرد تا جایگاه انگلیسی را بگیرد. یک توضیح جایگزین که در خود شهر رایج است، این است که لیپتون که می‌خواست وولویچ آرسنال را به چمپیونشیپ بفرستد، دستورالعملی به منشی خود برای تماس با آن تیم داد که منجر به تماس اشتباهی با وست آوکلند شد. با این حال، بررسی واقعیات، این نظریه را مورد تردید قرار می‌دهد؛ در آن زمان وولویچ آرسنال به تازگی از دسته دوم صعود کرده بود و باشگاه معروف امروزی نبود، در مقایسه با بسیاری از تیم‌های لیگ فوتبال دیگر نسبتا کوچک و ناموفق بود. علاوه بر این، هیچ مدرک مستندی وجود ندارد که نشان دهد هر نوع ارتباطی بین توماس لیپتون و وولویچ آرسنال وجود دارد، بنابراین مشخص نیست که چرا او آنها را بالاتر از هر تیم انگلیسی دیگری انتخاب می‌کرد. در واقع، تحقیقات اخیر به وضوح شواهدی را نشان می‌دهد که وست آوکلند تیم مورد انتظار بود.
وست آوکلند به تورین سفر کرد، جایی که اولین تورنمنت در آنجا برگزار می‌شد، بسیاری از بازیکنان برای انجام این کار از جیب خود پول پرداخت کردند. آنها در نیمه نهایی ۲–۰ اسپورتفرئونده اشتوتگارت را شکست دادند. در فینال، در ۱۲ آوریل ۱۹۰۹، وست اوکلند با تیم وینترتور سوئیس روبرو شد و آنها را ۲–۰ شکست داد و جام را از آن خود کرد.
دو سال بعد، وست اوکلند بازگشت و پس از شکست ۲–۰ زوریخ، در فینال با نتیجه ۶–۲ مقابل غول آینده ایتالیایی یوونتوس برنده شد. طبق قوانین مسابقه، جامی که به آنها تعلق می‌گرفت تا همیشه با آنها می‌ماند.
پس از بازگشت به خانه، باشگاه به دلیل مشکلات مالی مجبور شد جام را به صاحبخانه هتل محلی واگذار کند. جام تا سال ۱۹۶۰ با خانواده او باقی ماند تا اینکه یک روستایی پول کافی را جمع آوری کرد تا جام را به باشگاه برگرداند. این جام سپس در سال ۱۹۹۴ به سرقت رفت و علی‌رغم بهترین تلاش پلیس محلی و جایزه ۲۰۰۰ پوندی هرگز پیدا نشد. اکنون نمونه‌ای از جام را در یک کابینت امن در باشگاه مردان کارگر وست آوکلند قرار دارد.
داستان اولین موفقیت باشگاه در سال ۱۹۸۲ به یک فیلم تلویزیونی تبدیل شد: جام جهانی: روایت یک کاپیتان، محصول تلویزیون تین تیز و با بازی دنیس واترمن.